# John Heilemann
John Arthur Heilemann (ur. 23 stycznia 1966 w Los Angeles) – amerykański dziennikarz i analityk spraw narodowych w NBC News i MSNBC. Wraz z Markiem Halperinem był współautorem książek Double Down i Game Change o kampanii prezydenckiej. Heilemann pisał również artykuły dla New York, Wired i The Economist.

## Młodość
Heilemann urodził się w Los Angeles 23 stycznia 1966 i dorastał w Kalifornii. Jego rodzina pochodzi z Wisconsin. Uzyskał tytuł licencjata z dziennikarstwa i nauk politycznych na Northwestern University oraz tytuł magistra w John F. Kennedy School of Government na Uniwersytecie Harvarda.

## Kariera
Jest autorem książki „Pride Before the Fall” na temat sprawy antymonopolowej Microsoftu. Pisał artykuły dla New York, Wired i The Economist. Był prowadzącym czteroczęściowej serii filmów dokumentalnych „Prawdziwa historia Internetu” zrealizowanej dla Discovery Channel.
Wraz z Markiem Halperinem jest współautorem książek „Double Down” i „Game Change” o kampaniach prezydenckich. Obydwoje byli gospodarzami „With All Due Respect”, programu analiz politycznych w Bloomberg TV i MSNBC.

## Życie osobiste
Jest żonaty z Dianą Rhoten i mieszka na Manhattanie.